# Jennifer Ross
Ann Jennifer Evelyn Elizabeth Ross (nome ao nascimento: Fry; Londres, 16 de março de 1916 – Londres, 10 de dezembro de 2003) foi uma socialite e musa literária britânica que por um tempo financiou a The London Magazine.

## Vida
Nascida em Londres, Jennifer era filha de Geoffrey Fry, secretário particular dos primeiros-ministros Andrew Bonar Law e Stanley Baldwin, e Alathea Gardner, uma das filhas de Herbert Gardner. Em 1942, casou-se com Robert Heber-Percy. Este, no entanto, viveu por uma década como namorado de Lord Berners, compositor que era conhecido por seu mau humor e modo de vida exótico. Berners e Heber-Percy tinham um relacionamento conturbado e um histórico de agressões. Um ano depois, Jennifer deu à luz a filha do casal, mas o casamento não durou, pois, na primavera de 1944, foi expulsa da residência por Heber-Percy. Mais tarde, em 1949, casou-se com o editor e poeta Alan John Ross. Por causa da união, financiou e se engajou na The London Magazine, revista para qual Ross trabalhava.